# تد الن
تد الن (انگلیسی: Ted Allen؛ زادهٔ ۲۰ مهٔ ۱۹۶۵) نویسنده، نویسندهٔ کتب آشپزی و مجری تلویزیون اهل کشور ایالات متحده آمریکا است.

## جوایز
وی در سال ۲۰۰۴ برندهٔ جایزه امی شده است.